# Црква, стећак, спомен-чесма, надгробни споменик Василија Павловића и школа у Степању
Црква у Степању, насељеном месту на територији општине Лајковац, као и стећак, спомен чесма, надгробни споменик и школа представљају непокретно културно добро као споменик културе.
Најстарији писани траг о цркви, познатој и као непричавска и бајевачка, је из 1722. године. Као манастир се први пут помиње 1778. године, а последњи пут 1840. године. Свој садашњи изглед црква добија 1794. године, по натпису изнад северних двери који говори о обнови храма.
Црква је подигнута на правоугаоној основи, са полуобличастим сводом и пространом полукружном олтарском апсидом, без куполе. Црква је у свом оригиналном изгледу имала куполу, а за ту тврдњу су као доказ четири моћна пиластра распоређена у квадрат у простору где се по правилу уздиже купола.